# Buresium watshami
Buresium watshami är en stekelart som beskrevs av Boucek 1983. Buresium watshami ingår i släktet Buresium och familjen kragglanssteklar.
Artens utbredningsområde är Zimbabwe. Inga underarter finns listade.